# Districtul Púchov

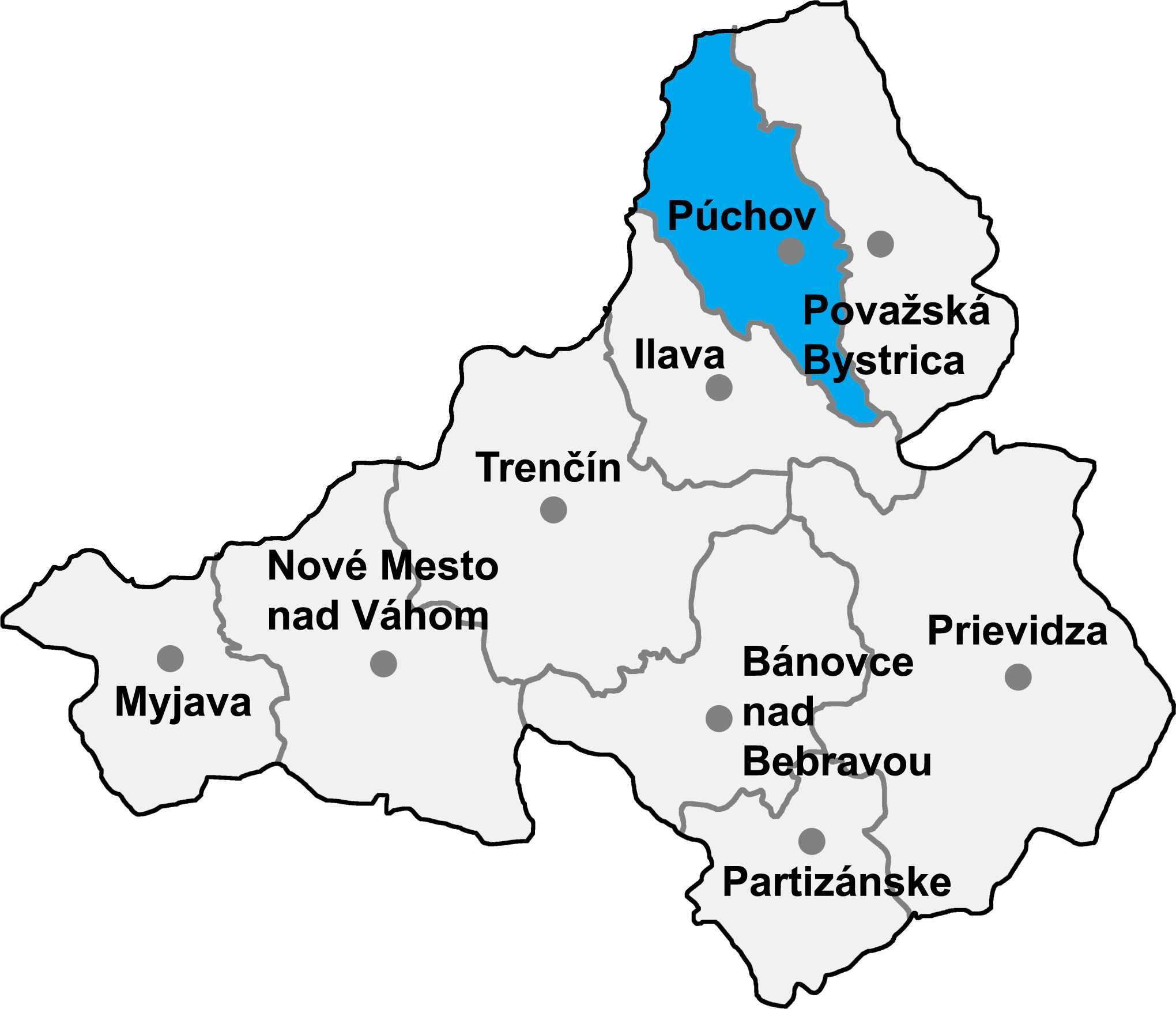
Districtul Púchov

Districtul Púchov (okres Púchov) este un district în Slovacia vestică, în Regiunea Trenčín. 

## Demografie
| An:                | 1994   | 2004   | 2014   | 2024   |
| ------------------ | ------ | ------ | ------ | ------ |
| Număr de persoane: | 45.597 | 45.641 | 44.537 | 43.483 |
| Diferență:         |        | +0,09% | −2,41% | −2,36% |

| An:                | 2023   | 2024   |
| ------------------ | ------ | ------ |
| Număr de persoane: | 43.710 | 43.483 |
| Diferență:         |        | −0,51% |

## Comune
- Beluša
- Dohňany
- Dolná Breznica
- Dolné Kočkovce
- Horná Breznica
- Horovce
- Kvašov
- Lazy pod Makytou
- Lednica
- Lednické Rovne
- Lúky
- Lysá pod Makytou
- Mestečko
- Mojtín
- Nimnica
- Púchov
- Streženice
- Visolaje
- Vydrná
- Záriečie
- Zubák